# David Vanderbilt
David Vanderbilt  (* 20. August 1954 in Huntington (New York)) ist ein US-amerikanischer theoretischer Festkörperphysiker.
Vanderbilt studierte Physik am Swarthmore College mit dem Bachelor-Abschluss 1976 und wurde 1981 bei John D. Joannopoulos am Massachusetts Institute of Technology promoviert. Als Post-Doktorand war er an der University of California, Berkeley, bevor er 1984 Assistant Professor  und später Associate Professor an  der Harvard University wurde. 1988 wurde er Forschungsstipendiat der Alfred P. Sloan Foundation (Sloan Research Fellow). 1991 wurde er Professor an der Rutgers University.
Er befasst sich mit numerischen Berechnungen elektronischer Strukturen mit Anwendungen in den Materialwissenschaften. Unter anderem befasst er sich mit elektronischer Struktur amorpher oder anderer nichtperiodischer Systeme (besonders Halbleiter), Isolatoren in elektrischen Feldern, Wannier-Funktionen und Anwendung der Berry-Phase in magnetischen Systemen, mit strukturellen Phasenübergängen, Gitterbeitragen zu dielektrischen und piezoelektrischen Effekten und dielektrische und piezoelektrische Eigenschaften neuartiger Oxid-Materialien, Eigenschaften von Grenzflächen und Supergittern. 
2006 erhielt er den Aneesur-Rahman-Preis für seine konzeptionellen Durchbrüche in seiner Entwicklung des ultraweichen (ultrasoft) Pseudopotentials und der modernen Theorie der Polarisation und deren Einfluss auf Untersuchungen von Materialeigenschaften aus grundlegenden Prinzipien (Laudatio).
Er ist Fellow der American Physical Society und Mitglied der National Academy of Sciences (2013) und der American Academy of Arts and Sciences (2019).

## Schriften
- Soft self-consistent pseudopotentials in a generalized eigenvalue formalism, Phys. Rev. B, Band 41, 1990, S. 7892
- mit R. D. King-Smith: Theory of polarization of crystalline solids, Phys. Rev. B, Band 47, 1993, S. 1651
- mit K. Laasonen, A. Pasquarello, R. Car, C. Lee: Car-Parrinello molecular dynamics with Vanderbilt ultrasoft pseudopotentials, Phys. Rev. B, Band 47, 1993, S. 10142
- mit R. D. King-Smith: Electric polarization as a bulk quantity and its relation to surface charge, Phys. Rev. B, Band 48, 1993, S. 4442
- mit W. Zhong, R. D. King-Smith: Giant LO-TO splittings in perovskite ferroelectrics, Phys. Rev. Letters, Band 72, 1994, S. 3618
- mit F. Bernardini, V. Fiorentini: Spontaneous polarization and piezoelectric constants of III-V nitrides, Phys. Rev. B, Band 56, 1997, S. R10024
- mit M. Marzari: Maximally localized generalized Wannier functions for composite energy bands, Phys. Rev. B, Band 56, 1997, S. 12847
- mit I. Souza, N. Marzari: Maximally localized Wannier functions for entangled energy bands, Phys. Rev. B, Band 65, 2001, S. 035109
- mit A. A. Mostofi, J. R. Yates, Y. S. Lee, I. Souza, N. Marzari: Wannier90: A tool for obtaining maximally-localised Wannier functions, Computer Physics Communications, Band 178, 2008, S. 685–699
- mit N. Marzari, A. A. Mostofi, J. R. Yates, I. Souza: Maximally localized Wannier functions: Theory and applications, Reviews of Modern Physics, Band 84, 2012, S. 1419